# کار به قانون
کار به قانون، یا اعتصاب ایتالیایی که همچنین در ایالات متحده به عنوان کاهش سرعت در استفاده شناخته می‌شود، که در ایتالیایی به معنای «اعتصاب سفید» نامیده می‌شود، یک اقدام شغلی است که در آن کارمندان بیش از حداقل‌های لازم توسط قوانین قرارداد یا شغل خود انجام نمی‌دهند، و پیروی کورکورانه که معمولاً اجرا نمی‌شوند. این یک شکل پرخاشگری منفعل از اپوزیسیون کارگری است. در صورتی که کارفرما به اندازه کافی کارمندان را استخدام نکند یا حقوق مناسب را پرداخت نکند و در نتیجه شرایط لازم برای اجرای عادی را نداشته باشد، ممکن است باعث کاهش بهره‌وری شود.